# Gravelle (jezero)
Jezero Gravelle (francouzsky Lac de Gravelle) je umělé jezero, jedno ze čtyř, která se rozkládají v Bois de Vincennes východně od Paříže. Je součástí vodní sítě Vincenneského lesíka a je napájeno vodou čerpanou z řeky Marny.
Jezero o rozloze přibližně jednoho hektaru je umístěno v jihovýchodní části lesoparku v nejvyšším bodu lesa, 40 metrů nad úrovní řeky Marny, která protéká asi sto metrů od něj.
Jezero Gravelle je napájeno právě vodou z Marny pomocí čerpadel a slouží jako rezervoár pro ostatní jezera v Bois de Vincennes (Daumesnil, Minimes a Saint-Mandé) a potok Gravelle, který křižuje lesopark.
Jezero vzniklo v 60. letech 19. století při tvorbě Vincenneského lesíka pod vedením Jean-Charlese Alphanda. Tento zavlažovací systém byl vytvořen uměle a jeho úkolem je rovněž snižovat průtok vody v řece Marně při záplavách.